# アフリカ自由ネットワーク
アフリカ自由ネットワーク（アフリカじゆうネットワーク、Africa Liberal Network、略称：ALN）は、アフリカ14か国の16政党から構成される国際組織である。自由主義政党の国際組織、自由主義インターナショナルと提携関係にある組織であり、アフリカ大陸に自由（自由主義）の原則とそれに内包する思想的目標を推進することを掲げている。
アフリカ自由ネットワークに加盟する各党は、以下の政策、方向性に同意している。すなわち、(1)アフリカ自由ネットワークはすべての人民の自由と尊厳を確実にするために存在する。(2)政治的および市民的諸権利の確立、(3)基本的自由、法の支配、自由で公正な選挙を基礎に選出された民主的政府の確立、平和的な政権交代(4)宗教的、ジェンダー、少数派の権利の確立、腐敗との闘争、自由市場経済の確立である。

## 加盟政党
| 国               | 党名                           |
| ---------------- | ------------------------------ |
| ウガンダ         | 自由民主透明                   |
| エチオピア       | エチオピア民主党               |
| ギニア           | 社会自由統一党                 |
| ケニア           | オレンジ民主運動               |
| コートジボワール | 共和主義者連合                 |
| コンゴ民主共和国 | 再建民主国民連合               |
| コンゴ民主共和国 | コンゴ改革同盟                 |
| コンゴ民主共和国 | コンゴ再建連合                 |
| ザンビア         | 国家開発統一党                 |
| シエラレオネ     | 人民民主改革運動               |
| セーシェル       | セーシェル国民党               |
| セネガル         | セネガル民主党                 |
| セネガル         | 自由市民党・デファール・ジコイ |
| スーダン         | 自由民主党                     |
| ソマリランド     | 平和統一開発党 (オブザーバー)  |
| タンザニア       | 市民統一戦線                   |
| チュニジア       | 社会自由党                     |
| ブルキナファソ   | 民主連邦同盟・アフリカ民主連合 |
| ブルンジ         | 改革民主同盟                   |
| マダガスカル     | マダガスカル進歩運動           |
| マラウイ         | 統一民主戦線                   |
| マラウイ         | 民主移行フォーラム             |
| マリ             | 改革市民党                     |
| モザンビーク     | 平和民主開発党                 |
| モロッコ         | 立憲同盟                       |
| モロッコ         | 人民運動                       |
| 南アフリカ共和国 | 民主同盟                       |
| 南スーダン       | 南スーダン自由党               |